# Stabilitura
La stabilitura, in edilizia, è l'applicazione dell'ultimo strato di intonaco, o "malta fine" (cosiddetto intonachino, che, nei capitolati d'appalto, viene anche definito intonaco civile). Costituito il più delle volte da malta a base di grassello di calce e sabbia fine per rendere la superficie liscia e omogenea, può inoltre essere rifinito a piacere con tinteggiature o decorazioni a stampo.

## Composizione e descrizione
Lo strato è costituito da grassello di calce miscelato con inerti silicei fini, come sabbia di fiume lavata nella proporzione di 2/5 di calce e 3/5 di sabbia. Si applica utilizzando spatole di acciaio rigide, la stabilitura asciuga in pochi minuti, dopo averne applicate almeno due mani si passa un frattazzo di spugna bagnato d'acqua per cancellare i segni delle spatolate e risaltarne la grana facedo emergere in superficie i granelli di sabbia.
Ha proprietà traspiranti (non trattiene l'umidità), per la presenza di pori che consentono il passaggio delle molecole d'acqua. La traspirabilità verrebbe compromessa dalla miscelatura con cemento.
Qualora alle sabbie silicee con inerti si sostituiscano aggregati granulari di origine calcarea (cosiddetta polvere di marmo), anziché di intonachino si parla più propriamente di intonaco a stucco, con analoghe caratteristiche di traspirabilità (vedi, ad esempio, la voce stucco veneziano).

## Tipologie
- Azolo
- Calce
- Cocciopesto
- Gesso (materiale)